# Metaloprerađivačka industrija
Kovinoprerađivačka industrija  ili metaloprerađivačka industrija je industrijska grana. 
Raspon proizvoda kovinoprerađivačke industrije obuhvaća proizvodnju od različitih metalnih proizvoda za proizvodnu i osobnu potrošnju. Osnovna je sirovina te industrije željezo, odnosno čelik, koji u suvremeno doba sve više zamjenjuju laki metali.
Stupanj složenosti proizvoda ide od jednostavnih završnih proizvoda od metala, poput betonskog čelika, valjane žice, valjanih, prešanih i vučenih proizvoda, lijevanih gotovih i polugotovih proizvoda, odljevaka, čavala, zakovica i vijčane robe, bešavnih i šavnih cijevi. Slijedi metalna oprema za građevinarstvo, opreme za ceste i željezničke pruge, spremnici i cisterne. Za kućanstvo raspon proizvoda ide od metalnog posuđa, strojeva i uređaja, pa do pećiju, štednjaka, hladnjaka, zamrzivača, električnih kućanskih aparata. Složeniji proizvodi za građevinarstvo su motori i građevinski strojevi. Složenim proizvodima kovinoprerađivačke industrije služe se i metaloprerađivačka industrija i druge industrije (strojevi za obradbu metala i drva, strojevi za industriju hrane, pića i duhana) i poljoprivreda (poljoprivredni strojevi). Metaloprerađivačka industrija obuhvaća i proizvodnju prijevoznih sredstava i radnih vozila i strojeva (transporteri, dizalice, motorna vozila, prikolice i poluprikolice, ostala prijevozna sredstva, lokomotive i vagoni, tramvajska kola, brodovi) te ostalih proizvoda koji su pretežno ili u cijelosti izrađeni od metala.
U Hrvatskoj je 2003. godine metaloprerađivačka industrija u bruto proizvodu domaće industrijske proizvodnje sa 6,08%. Zapošljavala je 26 000 zaposlenih, koji su činili 11% ukupnoga broja zaposlenih u prerađivačkoj industriji. Hrvatska metaloprerađivačka preživjela je svjetsku recesiju te se broj zaposlenih u sektoru povećao, pa je 2013. hrvatska metaloprerađivačka industrija činila 14% udjela u ukupnoj industrijskoj proizvodnji te zauzimala 3,5% ukupnog izvoza.  Neke tvornice nisu preživjele tranziciju nakon raspada Jugoslavije. „Fenor” iz Nove Rače bio je najznačajnija tvornica opruga u bivšoj Jugoslaviji s više od 550 zaposlenih, a kasnije je prestao s radom.
Karakteristika metaloprerađivačke industriju u RH danas je karakteriziraju usitnjenost proizvodnje. Poduzeća iz te grane potječu uglavnom iz procesa restrukturiranja bivših velikih industrijskih poduzeća. Iz tih poduzeća je i glavnina stručnog kadra i znanja. Najveća metaloprerađivačka poduzeća izvoze na inozemna tržišta i većinom su u vlasništvu inozemnih korporacija. Jasne razvojne strategije još uvijek nema.

## Vanjske poveznice
- Metaloprerađivačka industrija Hrvatska tehnička enciklopedija, portal hrvatske tehničke baštine. LZMK